# Gerichtsbezirk Semil
Der Gerichtsbezirk Semil (tschechisch: soudní okres Semily) war ein dem Bezirksgericht Semil unterstehender Gerichtsbezirk im Kronland Böhmen. Er umfasste Gebiete im Norden Böhmens im heutigen Liberecký kraj. Zentrum des Gerichtsbezirks war die Stadt Semil (Semily). Das Gebiet gehörte seit 1918 zur neu gegründeten Tschechoslowakei und ist seit 1993 Teil der Tschechischen Republik.

## Geschichte
Die ursprüngliche Patrimonialgerichtsbarkeit wurde im Kaisertum Österreich nach den Revolutionsjahren 1848/49 aufgehoben. An ihre Stelle traten die Bezirks-, Landes- und Oberlandesgerichte, die nach den Grundzügen des Justizministers geplant und deren Schaffung am 6. Juli 1849 von Kaiser Franz Joseph I. genehmigt wurde. Der Gerichtsbezirk Semil gehörte zunächst zum Kreis Jičin und umfasste 1854 die 23 Katastralgemeinden Altendorf, Beneschau, Bistra, Bitouchow, Bořkow, Boskow, Eikwasla, Haje, Helkowic, Hořensko, Jessenei, Kuchelna, Lhota, Nedwěz, Podmoklic, Přikrý, Přiwlak, Ribnic, Rostok, Rupersdorf, Semil, Slaná und Untersittow. Der Gerichtsbezirk Semil bildete im Zuge der Trennung der politischen von der judikativen Verwaltung ab 1868 gemeinsam mit den Gerichtsbezirken Eisenbrod (tschechisch: soudní okres Železný Brod), Lomnitz an der Popelka (Lomnice nad Popelkou) den Bezirk Semil. 1876 wurde aus Gemeinden verschiedener Gerichtsbezirke der Gerichtsbezirk Hochstadt an der Iser gebildet, wobei der Gerichtsbezirk Semil die vier Gemeinden Altendorf, Helkowitz, Přiwlak und Ruppersdorf für die Errichtung des Gerichtsbezirks abgeben musste.  Die Schaffung des Gerichtsbezirks Hochstadt wurde dabei am 1. Oktober 1876 amtswirksam.
Im Gerichtsbezirk Semil lebten 1869 17.792 Menschen, 1900 waren es 17.457 Personen. Der Gerichtsbezirk Semil wies 1910 eine Bevölkerung von 19.452 Personen auf, von denen 19.043 Tschechisch und 370 Deutsch als Umgangssprache angaben. Im Gerichtsbezirk lebten zudem 39 Anderssprachige oder Staatsfremde.
Durch die Grenzbestimmungen des am 10. September 1919 abgeschlossenen Vertrages von Saint-Germain kam der Gerichtsbezirk Semil vollständig zur neugegründeten Tschechoslowakei, wobei die Gerichtseinteilung bis 1938 im Wesentlichen bestehen blieb. Nach dem Münchner Abkommen wurde das Gebiet teilweise dem Reichsgau Sudetenland bzw. dem Protektorat Böhmen und Mähren zugeschlagen und wurde nach dem Zweiten Weltkrieg Teil des Okres Semily, zu dem es bis heute gehört. Nachdem die Bezirksbehörden im Zuge einer Verwaltungsreform 2003 ihre Verwaltungskompetenzen verloren, werden diese von den Gemeinden bzw. dem Liberecký kraj wahrgenommen, zu dem das Gebiet um Semily seit Beginn des 21. Jahrhunderts gehört.

## Gerichtssprengel
Der Gerichtssprengel umfasste 1910 die 17 Gemeinden Benešov (Beneschau), Bořkov (Bořkow), Boskov (Boskow), Bystrá (Bystra), Bytouchov (Bitouchchow), Chuchelna (Kuchelna), Čikváska (Čikwaska), Dolní Sytová (Untersittow), Jesený (Jeseney), Lhota (Lhota), Nedvěz (Nedwěz), Podmoklice (Podmoklitz), Příkrý (Příkry), Roztoky (Rostok), Rybnice (Rybnitz), Semily (Semil) und Slaná (Slana).